# Crónica Mexicáyotl
La Crónica Mexicáyotl es una obra escrita en idioma náhuatl por Hernando de Alvarado Tezozómoc con algunas inserciones de Alonso Franco y  Domingo Francisco Chimalpahin Quauhtlehuanitzin, en torno a 1598. La obra narra la historia del pueblo mexica desde su salida de Aztlán hasta el inicio de la Conquista de México. El autor era descendiente directo de Moctezuma Xocoyotzin y narra la genealogía de la clase gobernante. 

## Contenido
Básicamente se puede analizar en tres partes. 
- La primera parte (de Alonso Franco) narra la salida de los mexicas de Aztlán,
- la segunda parte (de Tezozómoc) describe su migración y su llegada al valle de Anáhuac así como la fundación de la ciudad México-Tenochtitlan.
- La tercera parte es un tratado histórico-genealógico cuya autoría no está acertada.

## Historia de los manuscritos
- El ejemplar de la British and Foreign Bible Society comprende las fojas 18 hasta 63 de un conjunto mucho más amplio. El documento fue escrito por Chimalpahin, luego pasó a Carlos Sigüenza y Góngora. Los manuscritos de Sigüenza pasaron al Colegio San Gregorio de la Compañía de Jesús. ¿Cómo llegó a la Bible Society en Londres? no se sabe.
- De este manuscrito Lorenzo Boturini Benaduci hizo una copia que desaparició.
- De la copia de Boturini sacó una copia José Antonio Pichardo junto con Antonio de León y Gama, la cual adquirió en 1830 Joseph-Maria-Alexis Aubin. Más tarde pasó a E. Eugène Goupil y junto con toda su colección fue adquirido por la Bibliotèque Nationale de Paris. Una copia fotográfica de este manuscrito hecha en 1911 por gestión de Francisco del Paso y Troncoso sirvió a Adrián León para su traducción al español.
- Aubin hizo una copia del documento adquirido por él y una traducción parcial que no se publicó

## Primeras publicaciones
El texto de la Biblioteca Nacional de París permaneció inédito hasta que por instrucciones del Instituto Nacional de Antropología e Historia, el investigador Adrián León realizó la traducción directa así como el trabajo de paleografía. En 1949 se publicó la obra en náhuatl con doble traducción a través del Instituto de Investigaciones Históricas de la Universidad Nacional Autónoma de México.